# Prémio Revelação de Ensaio Literário APE/IPLB
O Prémio Revelação de Ensaio Literário APE é um prémio literário instituído pelo Associação Portuguesa de Escritores. Desde 2005 é designado por Prémio Revelação de Ensaio Literário APE/IPLB, com o patrocínio da Babel.
O prémio é atribuído à melhor obra inédita de autores que nunca publicaram nenhuma obra na modalidade de Ensaio Literário, desde 1978 (com interrupções). 

## Vencedores
- 1978 – Augusto Santos Silva com Duas Leituras de Oliveira Martins: O Socialismo, A História
- 1980 – Helena Malheiro com A arte de novela em «Os Amantes» de David Mourão-Ferreira
- 1982 – Abel Barros Baptista com O professor e o cemitério: rusga pelo "José Matias" de Eça de Queiroz entendido como percurso de assassinatos regulares
- 1983 – Rui Aragão com Militância Política e Inconsciente
- 1984 – João Nuno Alçada com Para um Novo Significado da Presença de Todo o Mundo e Ninguém no «Auto da Lusitânia»
- 1987 – Luís Mourão com Depois do Fim - Três Estudos sobre o Romance Português Contemporâneo
- 1988 – Luís Carmelo com Tetralogia Lusitana de Almeida Faria
- 1989 – Américo Lindeza Diogo com Literatura e heteronímia. Sobre Fernando Pessoa
- 1990 – Maria Antónia Oliveira com A tristeza contentinha de Alexandre O'Neill
- 1995 – Joaquim Carlos Araújo com A Filosofia Trágica da Vida; Miguel Real com Portugal : ser e representação
- 1997 – Maria Adelaide Valente com A harpa de cristal: ensaio sobre Júlio Brandão; Petar Petrov com O realismo na ficção de José Cardoso Pires e Rubem Fonseca; Carlos M. F. Cunha com Os Mundos (im)possíveis de Vergílio Ferreira
- 1999 – Henrique Garcia Pereira com Apologia do Hipertexto na Deriva do Tempo; Ermelinda Maria Araújo Ferreira com O Diálogo entre as Artes na Época de Orpheu; Ana Margarida Godinho Fonseca com  Projectos de Encostar Mundos - Referencialidade e Representação na Narrativa Angolana e Moçambicana dos Anos Oitenta
- 2001 – Manuel António Araújo com A emancipação da literatura infantil; Filipe Terreno com A génese da escrita: contributos para uma arte poética; Alexandre Dias Pinto com  Edgar Allan Poe e Álvaro do Carvalhal: tradição e inovação na poética e na poiesis do conto romântico
- 2004 – Marcelo G. Oliveira com À procura do tempo presente: história e sujeito em Augusto Abelaira
- 2005 – Jorge Costa Lopes com As polémicas de Vergílio Ferreira
- 2010 – Ivo Lima do Carmo com Do paraíso